# Baskervilles hund
För andra betydelser, se Baskervilles hund (olika betydelser).
Baskervilles Hund (originaltitel: The Hound of the Baskervilles) är den tredje av de fyra kriminalromanerna av den brittiske författaren Arthur Conan Doyle med detektiven Sherlock Holmes i huvudrollen. Romanen gick ursprungligen som följetong i The Strand Magazine i Storbritannien 1901 till 1902.

## Handling
En gammal legend berättar om en förbannelse som förföljer familjen Baskerville sedan tiden för det engelska inbördeskriget, när Sir Hugo Baskerville dödades av en demonisk hund, som har härjat på Dartmoors myrar i Devon i Englands West Country ända sedan dess, och orsakat många Baskervilles förtida död. En dag hittas Sir Charles Baskerville, som tar legenden på allvar, död i idegransallén på sitt gods, Baskerville Hall, mitt i Dartmoor. Dödsfallet tillskrivs en hjärtattack, men hans ansikte behåller ett uttryck av skräck, och inte långt från hans kropp finns fotspåren från en gigantisk hund. 
Dr James Mortimer, en vän till Sir Charles, fruktar för nästa i raden, Sir Henry Baskerville, som har kommit från Kanada, för att bosätta sig i egendomen han just har ärvt - Baskerville Hall. I London ber Mortimer att få hjälp av Sherlock Holmes. Denne avfärdar förbannelsen som nonsens. Han går dock med på att träffa Sir Henry, som kommer från Kanada, där han har bott. Sir Henry är skeptisk till legenden och ivrig att ta Baskerville Hall i besittning, trots att han fått ett anonymt meddelande som varnar honom att hålla sig borta från heden. Senare skuggar någon honom medan han går på en gata. Sherlock Holmes ber Dr Watson att följa med Sir Henry och Mortimer till Dartmoor, för att skydda arvtagaren och undersöka vem som följer efter honom.
Detta var det första framträdandet av Holmes sedan hans uppenbara död i Det sista problemet , och framgången med ledde till karaktärens slutliga återupplivande.

## Berömmelse
Baskervilles Hund är en av de mest kända berättelserna som någonsin skrivits. 2003, Boken listades som nummer 128 av 200 på BBC:s The Big Read-undersökning om Storbritanniens "mest älskade roman". 1999 rankade en undersökning av "Sherlockians" den som den bästa av de fyra Holmes-romanerna.

## Filmatiseringar i urval
Romanen har filmatiserats över tjugo gånger, Sherlock Holmes har bland annat gestaltats av Basil Rathbone (1939), Vasilij Livanov (1981), Jeremy Brett (1988), Richard Roxburgh (2002) och Benedict Cumberbatch (2012). Rollen som doktor Watson har bland annat spelats av Nigel Bruce (1939) och Ian Hart (2002).
- 1921 – The Hound of the Baskervilles, brittisk film med Eille Norwood och Hubert Willis.
- 1932 – The Hound of the Baskervilles, brittisk film med Robert Rendel och Frederick Lloyd.
- 1939 – Baskervilles hund, amerikansk film med Basil Rathbone och Nigel Bruce.
- 1959 – The Hound of the Baskervilles, brittisk film med Peter Cushing och André Morell.
- 1968 – The Hound of the Baskervilles Del 1 & 2 (ur den brittiska TV-serien Sherlock Holmes 1965), med Peter Cushing och Nigel Stock.
- 1972 – The Hound of the Baskervilles, amerikansk film med Stewart Granger och Bernard Fox.
- 1978 – En jycke för mycket, brittisk parodifilm med Peter Cook och Dudley Moore.
- 1982 – The Hound of the Baskervilles, brittisk serie med Tom Baker och Terence Rigby.
- 1983 – The Hound of the Baskervilles, brittisk film med Ian Richardson och Donald Churchill.
- 1988 – The Hound of the Baskervilles, brittisk serie med Jeremy Brett och Edward Hardwicke.
- 2000 – The Hound of the Baskervilles, kanadensisk film med Matt Frewer och Kenneth Welsh.
- 2002 – Baskervilles hund, brittisk TV-film med Richard Roxburgh och Ian Hart.
- 2012 – The Hounds of Baskerville, brittisk film med Benedict Cumberbatch och Martin Freeman.